# Université d'État de Portland
L’université d'État de Portland (en anglais : Portland State University ou PSU) est une université publique américaine située dans le centre-ville de Portland, dans l'État de l'Oregon, aux États-Unis.
Fondée en 1946, elle compte le plus grand nombre d'inscriptions en licence et en master parmi les universités de l'État de l'Oregon. C'est également la seule université publique de l'État située dans l'une des plus grandes villes métropolitaines. PSU propose des licences et des masters ainsi que des doctorats dans 17 domaines. Portland State fait partie du système d'universités de l'Oregon (Oregon University System ou OUS).
Les équipes sportives de l'université sont connues sous le nom des Vikings de Portland State (Portland State Vikings) et elles arborent les couleurs vertes et blanches de l'école. Les équipes participent au niveau le plus élevé de la NCAA (National Collegiate Athletic Association) c'est-à-dire à un niveau Division I, principalement dans la Big Sky Conference. PSU comprend différents départements d'études qui sont : le département de la Gestion d'Entreprise, l'école supérieure des Sciences de l’Éducation, le département des Beaux-Arts et Arts du Spectacle, l'Assistance Sociale, l'école supérieure de Sciences Politiques, l'école Maseeh des Sciences de l'Ingénieur et de l'Informatique et l'école des Sciences Sociales et Humaines. L'université a été reconnue à l'échelle nationale pour ses programmes en gestion d'entreprise (en anglais : MBA ou Master's of Business Administration) et en urbanisme.

## Histoire
L'université d'État de Portland a été créée sous le nom de Vanport Extension Center en juin 1946 pour satisfaire la demande en enseignement supérieur de Portland pour les soldats démobilisés de la Seconde Guerre mondiale profitant de la G.I. Bill. La G.I. Bill est une loi américaine adoptée en 1944 pour permettre aux soldats démobilisés de la Seconde Guerre mondiale d'accéder aux universités, aux lycées ou aux formations professionnelles, ainsi qu'à une année d'assurance chômage. Les cours étaient donnés au collège de Vanport. Cette première session d'été a regroupé 221 étudiants et les frais de scolarité étaient de 50 dollars. Plus de 1 410 étudiants se sont inscrits au trimestre d'automne de l'année 1946, qui a été retardé au 7 octobre en raison d'un manque de place. Étant donné que la population de la ville de Vanport dans l'Oregon avait baissé après la Seconde Guerre mondiale, le Vanport Extension Center était disponible pour utiliser les bâtiments à d'autres fins : deux crèches, un bâtiment de loisirs avec trois salles de classe et un centre commercial qui nécessitait une modification conséquente pour y placer une bibliothèque, des bureaux, et six salles de classe. En plus du collège Vanport, les lycées Lincoln et Jefferson étaient utilisés après les heures de cours, ainsi que les écoles dentaire et médicale de l'université de l'Oregon, situées toutes les deux à Portland.
À la suite de l'inondation du 30 mai 1948 de Vanport, l'université est appelée « l'université qui ne voulait pas mourir » pour avoir refusé de fermer ses portes après l'inondation,.
Le terme a été inventé par Lois Hennessy, une étudiante qui a écrit un article sur l'université et sur l'inondation dans le journal d'actualités américain intitulé Christian Science Monitor though students nicknamed the school "The college without a future." bien que les élèves surnommaient l'école « L'université sans avenir » (Hennessy était la mère du poète Gary Snyder).[Quoi ?] L'université a occupé les locaux du lycée Grant (en) durant l'été 1948 puis a ensuite occupé les bâtiments du chantier naval de l'Oregon, connu sous le nom d'Oregon Ship. En 1953, l'école déménage dans le centre-ville de Portland et occupe dès lors les bâtiments libérés du lycée Lincoln situé sur la rue Broadway, y compris le Lincoln Hall, alors connu sous le nom d'« Old Main ». L'école a changé son nom pour celui de Portland State Extension Center entre décembre 1951 et février 1952 et en 1955, le nom rechange une nouvelle fois pour donner Portland State College (en français : Collège d'État de Portland) pour marquer son évolution en une institution offrant des formations en quatre ans,. Elle a également été appelée « Le U désespéré". En 1956, les anciens combattants avaient quitté l'université et la nourriture pour bébé n'était plus stockée à la librairie.
En 1965, PSU est rentrée dans l'équipe du « General Electric College Bowl » et a remporté le quiz de l'émission diffusée nationalement à la télévision qui opposait des équipes d'étudiants venant de tous les États-Unis. L'équipe a battu ses concurrents pendant cinq semaines consécutives, les menant au rang de champions et établissant un nouveau record du nombre total de points marqués. L'édifice Smith Memorial Union Student de l'université a été nommé ainsi à la suite de la mort, en 1968, du membre de l'équipe Michael J. Smith, qui a participé au tournoi alors qu'ils souffrait de fibrose kystique.
La croissance de l'université d'État de Portland qui a lieu lors des deux décennies suivantes a été limitée par le système universitaire de l'Oregon qui, en 1929, a pris la décision qu'aucune université ou école de l'Oregon ne pourrait copier les programmes proposés par une autre. Avec des exclusions des droits acquis pour l'université de l'Oregon et pour l'université d'État de l'Oregon.
Cependant, de nouveaux programmes de master ont été ajoutés en 1961 et également des programmes de doctorats en 1968. L'établissement a acquis le statut d'université par le Conseil de l'enseignement supérieur de l'État d'Oregon en 1969, devenant ainsi l'université d'État de Portland ou en anglais : Portland State University.

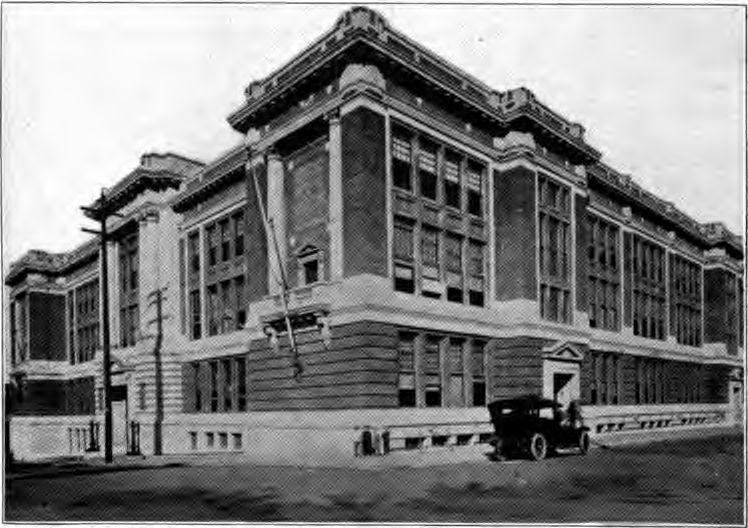
Lincoln Hall vers 1920.

En 1994, PSU a mis fin au traditionnel système de distribution des cours niveau licence pour adopter un nouveau programme interdisciplinaire d'enseignement général connu sous le nom d'Études universitaires. Ce programme a suscité beaucoup de critiques à la fois sur et hors du campus à cause de certaines preuves que ce programme « Études universitaires » ne formaient pas des étudiants aptes à une écriture de niveau universitaire [citation nécessaire], mais c'est l'un des programmes de l'université d'État de Portland qui a retenu l'attention nationale pour ses groupes d'apprentissage, son apprentissage par le service, ses diplômés de fin d'études supérieurs, et la capacité mémorielle d'apprentissage des étudiants de première année. Le magazine hebdomadaire américain US News & World Report a, à plusieurs reprises, classé le programme « Études universitaires » comme étant un « Programme à suivre ». En 2003, PSU a été autorisée à délivrer des diplômes d'études des Afro-Américains. Cette même année, l'université a ouvert un centre situé dans un nouveau bâtiment pour soutenir les étudiants amérindiens.
En 2004, le docteur Fariborz Maseeh (en) a donné, grâce à la Fondation Massiah (The Massiah Foundation), l'équivalent de plus de 6 millions d'euros à l'école des sciences de l'ingénieur et de l'informatique. L'école a été rebaptisé école Maseeh des Sciences de l'ingénieur et de l'Informatique. Ce fut le don personnel le plus important que l'université ait jamais reçu et celui-ci, ajouté aux autres, a conduit à l'ouverture, en mai 2006, d'un nouveau bâtiment pour les Sciences de l'ingénieur, le « Centre Nord-Ouest des sciences de l'ingénieur, de la Science et de la Technologie », qui abrite une grande partie de l'université. L'immeuble des sciences de l'ingénieur homologué LEED Gold reflète l'accent croissant donné par l'université à l'ingénierie, les sciences et la technologie. Le bâtiment de 12 000 m2 comprend des salles de classe, des bureaux et 41 laboratoires de recherche et d'enseignement.
En mai 2004, l'université de Portland a annoncé un plan commun avec l'université de la Santé et des Sciences de l'Oregon (OHSU) pour mettre en place le premier programme d'informatique biomédicale du pays.
En 2006, l'université d'État de Portland a été proclamée première université de sauvegarde du saumon par l'organisation à but non lucratif de sauvegarde du saumon (« Salmon Safe »). Le prix a été décerné pour reconnaître à grande échelle les efforts du campus en matière de développement durable par le traitement des eaux de ruissellement avant qu'elles n'atteignent le bassin hydrographique local.
Le 3 juin 2008, la fondation partenaire Jimmy et Rosalynn Carter a décerné à PSU le prix de la fondation Jimmy et Rosalynn Carter pour la collaboration communautaire de l'université dans leur Programme d'intendance du bassin. Le programme a conduit plus de 27 000 bénévoles de la communauté à passer un quart de million d'heures pour planter 80 000 plantes et restaurer 20 ha le bassin versant 3 km le long du fleuve. Les projets individuels ont été menés et soutenus par 700 étudiants qui travaillaient dans le cadre de projets scolaires. Ces travaux ont abouti à deux thèses rédigées par des étudiants de master ainsi qu'à trois articles de recherche.
En septembre 2008, la Fondation F. Jacques et Marion L. Miller (James F. and Marion L. Miller Foundation) a décerné à l'université de Portland une subvention de presque 20 millions d'euros. Cette subvention Miller de 20 millions d'euros et les fonds amassés sont utilisés exclusivement pour les programmes de développement durable. Aujourd'hui, les recherches et l'enseignement sur le développement durable de l'université, dirigés par Jennifer Allen, directeur de l'Institut des Solutions de Développement Durable de l'université, se concentrent sur quatre principaux domaines de recherche : la création de communautés urbaines durables, l'intégration des sociétés humaines et l'environnement naturel, la mise en œuvre de la durabilité et des mécanismes de changement et la mesure de cette durabilité. Depuis 1998, la Fondation Miller a également versé plus de 4 millions à PSU.
En septembre 2021, la démission de Peter Boghossian, professeur assistant de philosophie à l'université qui s'était fait connaître par l'affaire des études victimaires, est commentée par les médias. Lui et deux de ses collègues, en publiant de faux articles de recherche et en les plaçant dans des revues de sciences sociales, avaient voulu mettre en évidence des normes académiques douteuses dans des domaines tels que la race, le genre, le féminisme et la sexualité. Après la publication de ses études « canulars », Il fait l'objet d'enquêtes répétées du bureau « de la diversité globale et de l'inclusion » de l'université.
En septembre 2021, il démissionne de son poste se plaignant d'être « harcelé par des étudiants woke » et considérant que l’université de Portland est devenue non plus un lieu d’apprentissage mais une « Usine de Justice Sociale ».. Dans une lettre, publiée pour la première fois dans Common Sense de Bari Weiss, il écrit « les étudiants de l'État de Portland n'apprennent pas à penser. Au contraire, ils sont entraînés à imiter la certitude morale des idéologues ».

### Identité visuelle (logo)

Logo jusqu'en 2007.
Logo de l'université depuis 2007.

## L'université

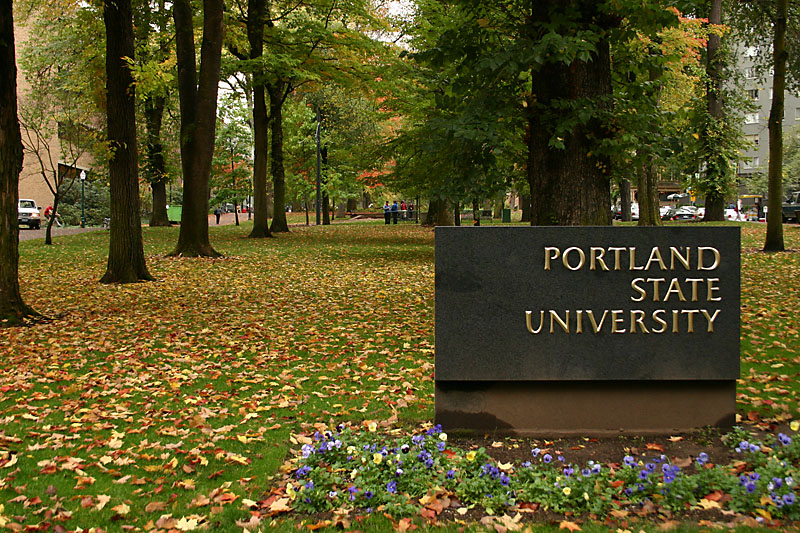
Université d'État de Portland.

Portland State est la plus grande université du système universitaire de l'Oregon. Elle possède un accord de double inscription avec le Portland Community College (en) permettant aux élèves de chacune des deux universités de suivre des cours dans l'un ou l'autre des deux établissements. Selon le magazine américain US News & World Report, en 2012, l'université de Portland possédait un taux global d'acceptation de 70 % ce qui est considéré comme plutôt sélectif pour une université publique.
Ces dernières années, PSU a ajouté plus de programmes en doctorat car sa mission première qui était de proposer des licences en lettres et sciences sociales et humaines s'est élargie dans la recherche. Les diplômes récemment ajoutés concernent des domaines tels que les mathématiques, la biologie, la chimie, la physique appliquée, l'informatique, la psychologie appliquée, la gestion de l'ingénierie et de la technologie, le génie mécanique et la sociologie.
Portland State a distribué un total de 5 784 licences lors de l'année universitaire 2010-11, y compris 3 945 baccalauréats, 1 783 maîtrises et 56 doctorats.

### Classements

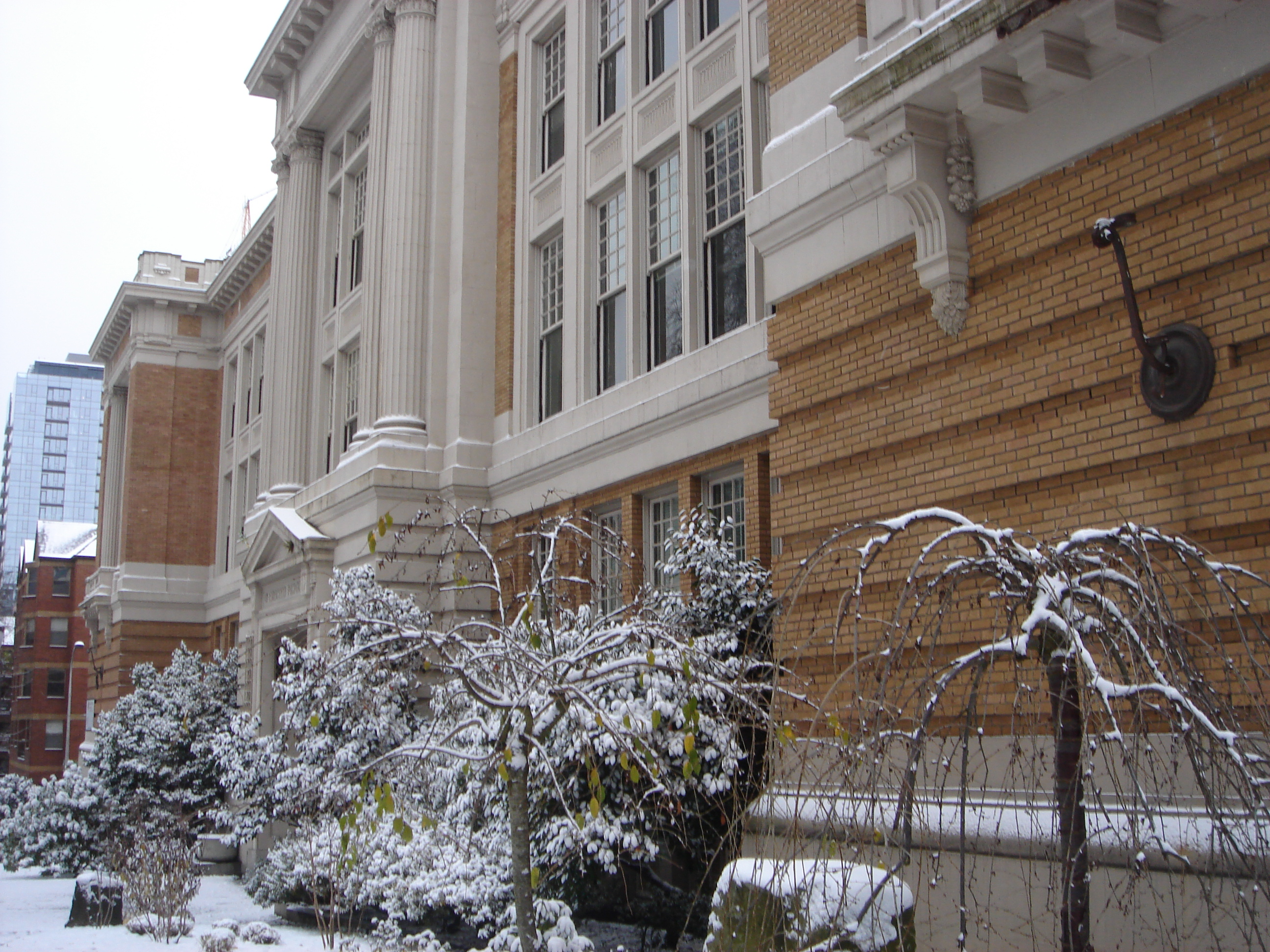
Lincoln Hall enneigé.

Dans le rapport de 2013 du magazine U.S. News & World Report, Portland State est actuellement classée dans le deuxième niveau des meilleures universités américaines.
Lors de l'année universitaire de 2012, l'université fut classée parmi les 376 meilleures universités, parmi les "Meilleure de l'Ouest"
et comme une « Université Qui A Une Âme » par The Princeton Review (en). Le master en gestion d'entreprise (Master's of Business Administration) de l'université a été classé dans le top 100 par The Princeton Review (en) qui a également nommé Portland State comme étant l'un des meilleurs établissements du pays pour ses formations de licence.
L'école de gestion d'entreprise de PSU est classée 14e sur la liste des 100 meilleures écoles du monde dans l'édition 2011-2012 de Beyond Grey Pinstripes, un classement bisannuel des écoles de commerce menées par le Centre Aspen Institute pour l'enseignement commercial. L'école de gestion d'entreprise est également classée dans d'autres études, telles que dans Les 294 meilleures écoles de commerce de The Princeton Reviews.
US News & World Report classe actuellement le programme de master en aménagement du territoire comme le 14e meilleur du pays. Planetizen classe actuellement ce programme d'Aménagement du Territoire, à l'École Nohad A. Toulan d'Urbanisme et d'Aménagement, dans les 25 premiers programmes d'aménagement urbain du pays.
D'autres classements des programmes et départements de l'université de Portland incluent l'école de Sciences Politiques qui est classée 46e du pays, les masters de Conseil en Réinsertion et de Service Social sont classés respectivement, 23e et 33e, le programme en Orthophonie est classé 62e, ainsi que l'école supérieure des Sciences de l’Éducation qui est classée parmi les « Meilleures » par l'US News & World Report. Il est également répertorié par l’US News & World Report comme ayant l'un des meilleurs programmes de licence en ingénierie.
L'université est également classée 7e pour son service communautaire par le magazine bimensuel Washington Monthly, la Fondation Carnegie a classé Portland State comme l'une des meilleures universités en matière d'aide sociale et de partenariats, et elle est classée 9e meilleure université voisine.
Mis à part les résultats scolaires, l'université de Portland est reconnue mondialement pour son développement durable et ses initiatives en matière d'écologie. PSU a reçu une étoile d'or (Gold STARS) par l'AASHE pour le développement durable et est classée parmi les meilleures écoles vertes du pays par The Princeton Review (en). De plus, le campus comprend également 7 écoles certifiées LEED.

### Sections et écoles
Les programmes universitaires de Portland State sont organisés en sept grandes unités académiques :
- L'école des Sciences Sociales et Humaines - Une gamme de programmes de licence, de master, et des diplômes dans plus de 20 spécialités telles que l'anthropologie, la linguistique appliquée, la biologie, l'étude des noirs américains, la chimie, les études latino-américaine, la communication, la résolution de conflits, l'économie, l'anglais, l'environnement, les langues et la littérature étrangères, la géographie, la géologie, l'histoire, les études internationales, les mathématiques et les statistiques, l'étude des Amérindiens, la philosophie, la physique, la psychologie, les sciences de l'éducation, la sociologie, les sciences de l'ouïe et de la parole, et l'étude des femmes.
- L'école de Gestion d'Entreprise - Des spécialités de licence et de master qui comprennent la gestion commerciale, l'analyse financière et le management international. Des programmes et des diplômes d'études supérieures comprenant la comptabilité, le commerce international et la gestion de l'industrie alimentaire. L'école propose également des programmes de doctorat dans le cadre du programme de doctorat des Systèmes de la Science.
- École supérieure d'Éducation - Programmes de masters en formation initiale et continue, l'éducation (petite enfance, primaire, niveau collège, lycée), direction pédagogique, et différents programmes de spécialisation.
- L'école Maseeh des Sciences de l'Ingénieur et de l'Informatique - des programmes de licence et de master tels que le génie civil, le génie informatique, le génie électrique, génie de l'environnement et génie mécanique, ainsi que l'informatique. Les programmes niveau master forment également à la gestion de l'ingénierie, au génie de fabrication, au génie des systèmes, au génie des logiciels et à la gestion des technologies. L'école propose également des programmes de doctorat en système des sciences et des sciences environnementales ainsi que des programmes en ressources.

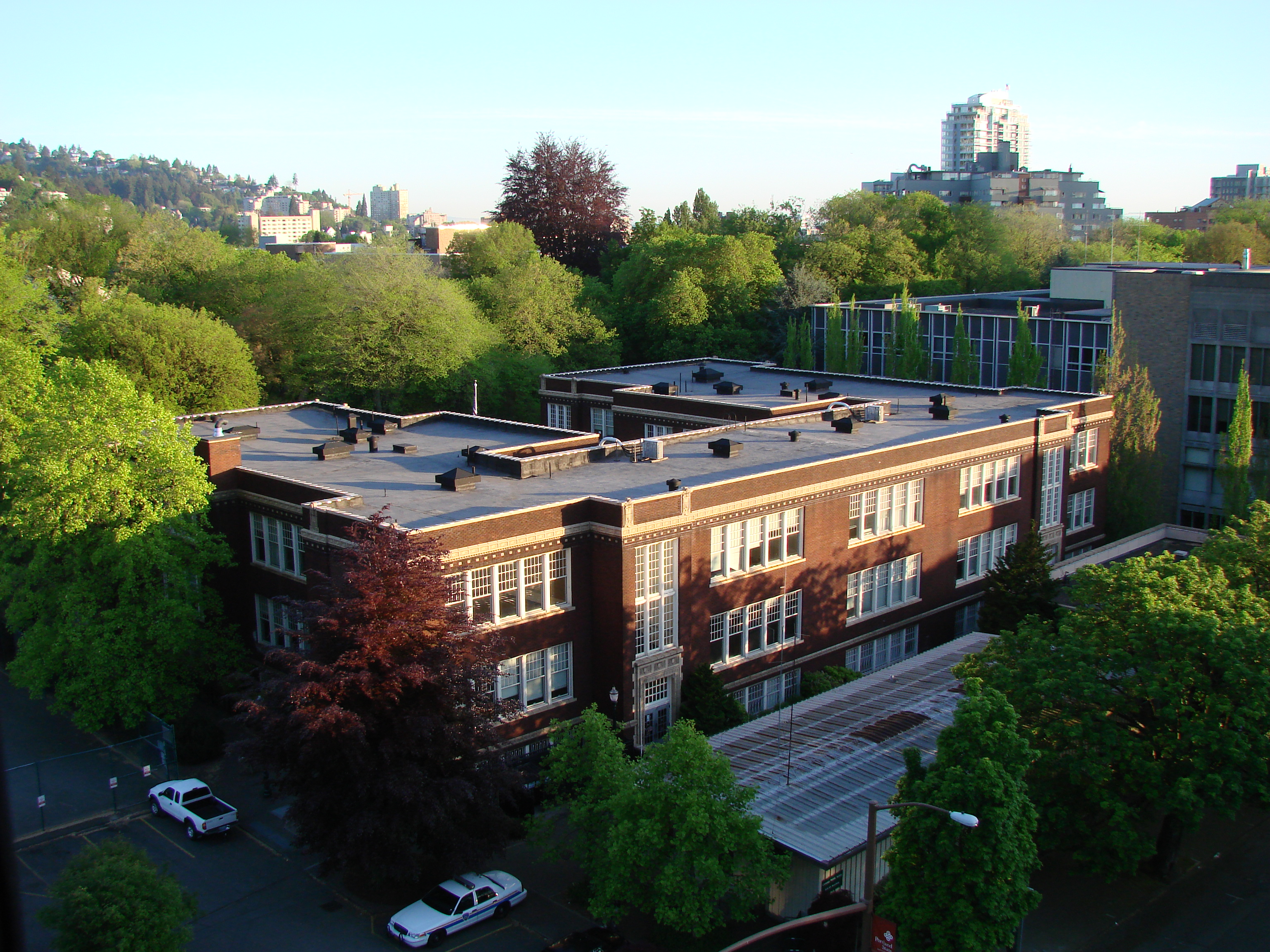
Shattuck Hall, home to the Department of Architecture, Fine Art, and Graphic Design.

- Département des Beaux-Arts et Arts du Spectacle - les programmes de licence comprennent l'architecture, l'art, l'histoire de l'art, l'étude des arts, le cinéma, les études cinématographiques, la musique, les arts du théâtre et la danse. Les études niveau master concernent l'architecture, l'art, la musique, les arts du théâtre et l'enseignement artistique dans le secondaire.
- École des Sciences Sociales et Humaines - Le département offre des programmes en sciences sociales au niveau licence et master, des licences en études de l'enfant et de la famille ainsi que des programmes de doctorat en sciences humaines et sociales.
- L'école de sciences politiques - Cette école est organisée en une série de départements secondaires axés sur différents aspects des sciences politiques:
  - École de santé de la population - licences et masters en études de la santé et de la santé de la population. L'école offre également un diplôme en gérontologie.
  - L'école Mark O. Hatfield du Gouvernement - licences et masters en criminologie / justice pénale, sciences politiques et administration publique. Des instituts tels que l'institut de recherche politique en justice pénale, l'institut de direction administrative, l'institut pour la gestion à but non lucratif, le centre de concertation sur la politique nationale, l'institut d'administration territoriale et le Centre des études turques.
  - L'école Nohad A. Toulan en aménagement du territoire - des programmes de licence avec une majeure et une mineure en développement local, des mineures en développement immobilier et développement urbain durable. Des diplômes de master en développement immobilier, en transport et en aménagement urbain. Les études de ces masters proposent des programmes tels que l'étude urbaine ainsi que l'aménagement urbain et régional. Des instituts tels que le centre d'études urbaines, l'institut d'études métropolitaines de Portland, le centre de recherche en recensement de la population, le centre de l'immobilier et le centre d'études des transports.

De plus, l'université d'État de Portland, à travers l'école des études complémentaires, offre des formations continues et des activités spéciales d'apprentissage, y compris des cours de crédit, degré d'achèvement des programmes, des cours d'enseignement à distance, les programmes communautaires non crédités, ré-homologation, les certifications, les cours du secondaire, programmes d'été et d'études en ligne.

## Vie étudiante
PSU se démarque des autres universités de l'Oregon en partie parce que, en tant qu'établissement urbain, elle attire des étudiants plus âgés que les universités rurales. Durant l'année universitaire 2010-2011, on a recensé que l'âge moyen d'un élève niveau licence était de 25 ans. Un pourcentage important des cours de l'université de Portland sont donnés le soir et le samedi. Certains programmes ne proposent que des cours du soir. PSU a également retardé le développement de son campus pendant des décennies après sa fondation. L'établissement a vendu un terrain dans un quartier voisin peu de temps après son déménagement au centre-ville de Portland et a retardé la construction de logements étudiants jusqu'au début des années 1970.
Bien que l'âge moyen des étudiants soit de 27 ans, l'augmentation des inscriptions traditionnelles fait diminuer l'âge moyen des étudiants. Des projets de construction de bâtiments à usage mixte (commercial, d'enseignement, résidentiel) par l'université préservent les magasins du centre-ville et les entreprises tout en transformant l'université qui passe de "campus pour étudiants qui font la navette" à un mélange entre un campus de "navetteur" et un campus résidentiel traditionnel. Des résidences récemment achevées comprennent le Stephen Epler Hall et The Broadway. De nouvelles mesures sont prises pour agrandir le nombre de logements et pour le contrôle de l'université sur ses propres logements, avec des projets de nouvelles constructions et avec la reprise de la gestion des résidences que PSU possède actuellement. Des opportunités sociales de résidences optionnelles existent avec un système certes petit mais actif, de lettres grecques:Alpha Chi Omega, Alpha Epsilon Pi, Alpha Phi Alpha, Kappa Sigma, Phi Delta Theta, Phi Sigma Sigma, Alpha Kappa Psi et Phi Gamma Nu.
En mars 2007, l'université de Portland a repris la gestion des logements sur le campus. Le service d'aide au logement « College Housing Northwest », qui a déjà géré les immeubles résidentiels du campus (tels que: The Broadway, Stephen Epler Hall, West Hall, King Albert, St. Helens, Montgomery Court et Ondine) pendant 30 ans, maintiendra toujours ses logements hors-campus (tels que: Goose Hollow, The Palidian, The Cambrian et Clay).
L'association étudiante de l'université s'appelle les étudiants associés de l'université de Portland (ASPSU pour l'abréviation anglaise de « the Associated Students of Portland State University »). En plus d'un président de l'association étudiante et d'un vice-président, il y a un comité de frais étudiants, 25 membres au Sénat des étudiants présidé par le vice-président et un conseil judiciaire qui statue sur les questions constitutionnelles de l'ASPSU. Il existe également un certain nombre d'associations universitaires dont les étudiants membres sont nommés par le président de l'ASPSU. Portland State fait également partie de l'Association des étudiants de l'Oregon, à but non lucratif et dont l'influence est à l'échelle de l'État.

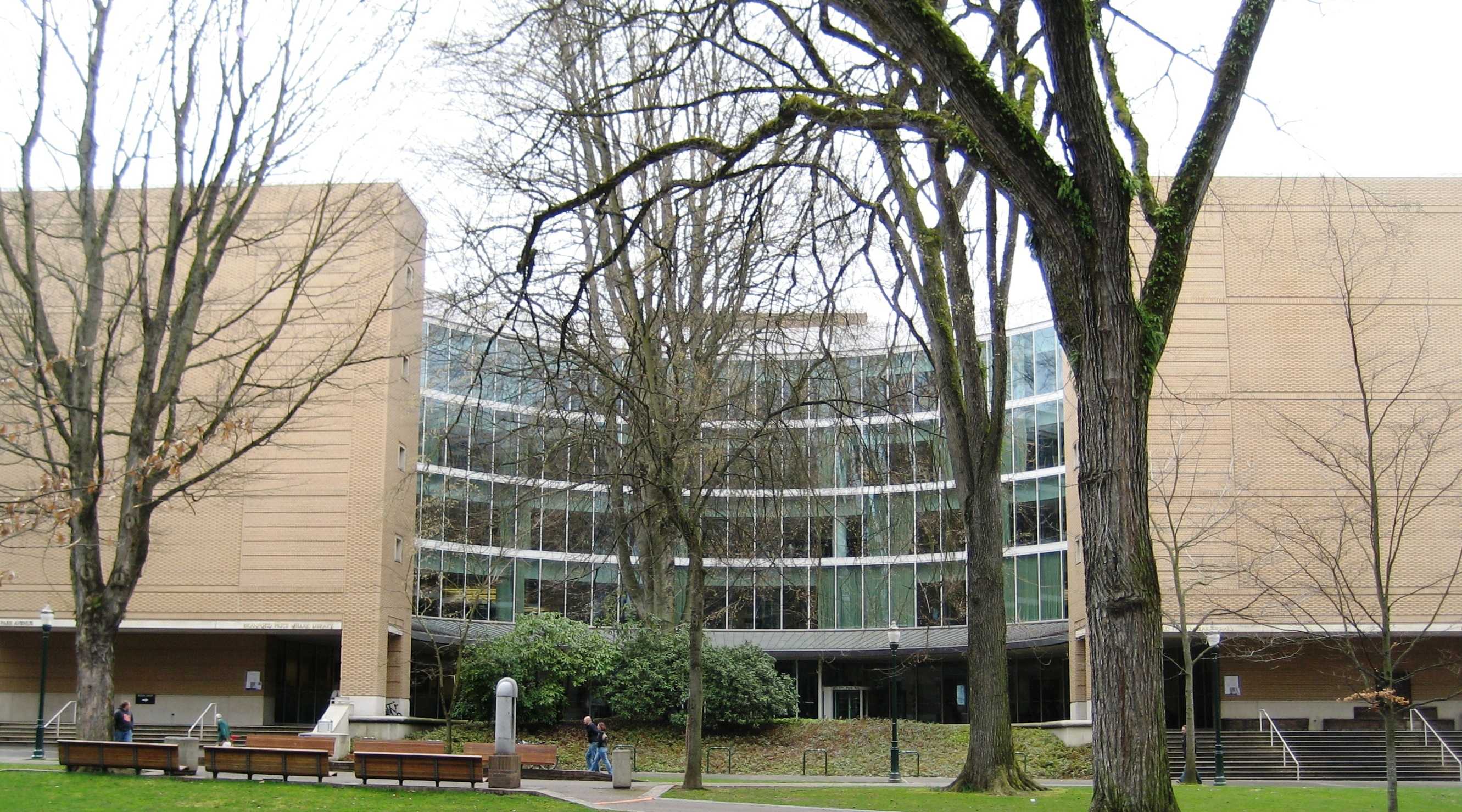
Branford Price Millar Library.

Le seul journal étudiant de PSU est le Daily Vanguard, créé en 1946. Les rédacteurs du journal font fonctionner la station de radio KPSU, et la chaîne de télévision PSU TV. The Portland Review est une revue littéraire de poésie, de fiction et d'art publiée par des étudiants du Conseil des Publications Étudiantes de PSU depuis 1956. D'autres journaux étudiants de PSU existent tels que The Rearguard, un journal mensuel, ainsi que The Spectator.
La bibliothèque Millar composée de 1,3 million de livres est située au centre du campus et offre une salle libre de micro-ordinateurs. Dans la bibliothèque Millar sont également entreposés des documents fédéraux. La forme concave unique du bâtiment est en partie due aux manifestations étudiantes organisées pour sauver un grand orme qui devait être déplacé.
L'université de Portland est desservie par la MAX Green Line (ou MAX Ligne verte en français), la MAX Yellow Line (MAX ligne jaune), le tramway de Portland, les bus TriMet, et les navettes de l'Oregon Health & Science University (l'université des Sciences et de la Santé de l'Oregon) et du Portland Community College (en) (la fac publique de Portland) sur SW Harrison Street à SW Broadway.
En 2010, l'université a ouvert le Student Rec Center certifié LEED Student Rec Center qui abrite un centre aquatique, un mur d'escalade, des terrains de basket, volley et badminton, un terrain de foot en salle, une grande salle de musculation et des sports en plein air. L'université gère 30 clubs de sports (club sports) sur le campus tels que le Club de Rugby PSU, le Club de Hockey sur glace de PSU et le PSU Lacrosse Club. En plus de cela, le programme de gestion des activités étudiantes parraine 120 clubs étudiants tels que celui de tango, d'escrime, médiévale ou encore le club médiéval des brasseurs.

## Sport
Pour un article plus général, voir Vikings de Portland State.

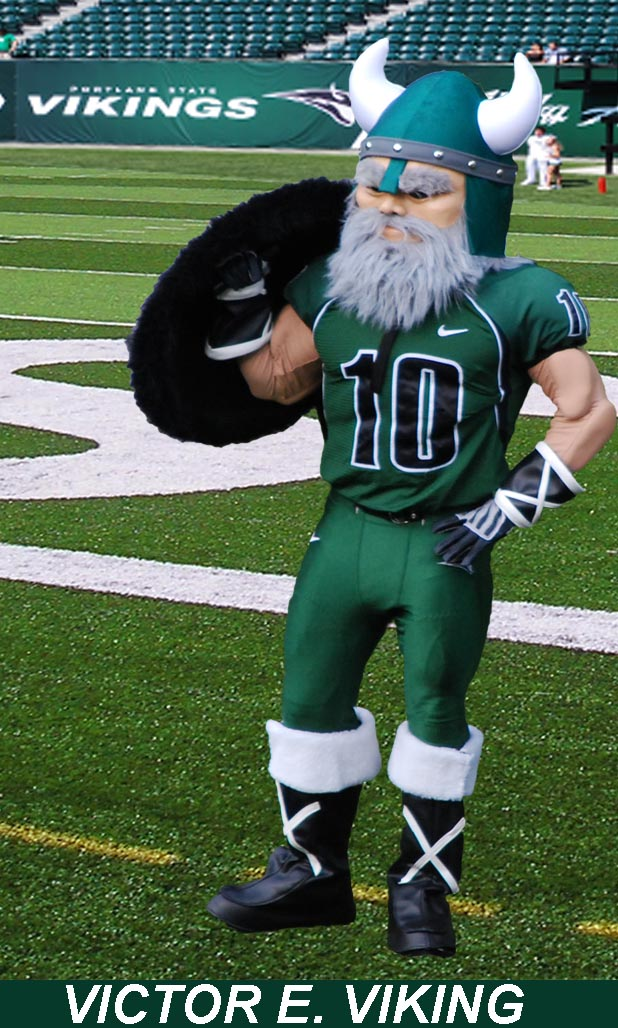
Mascotte des Vikings de Portland State.

Portland State est membre de la Big Sky Conference depuis 1996. PSU joue au niveau de la Division I de la NCAA en basket-ball, volley-ball féminin, golf, football américain, football (soccer) féminin, tennis, baseball, softball, athlétisme et cross-country. Les footballeurs jouent au niveau Division I FCS (ou subdivision de championnat de football américain).
Avant de rejoindre la Division I, l'école a remporté les championnats nationaux de Division II NCAA en volleyball féminin et en lutte. L'école a aussi terminé deuxième au niveau national à deux reprises en football et une fois en basketball féminin en Division II.
Les couleurs de l'université de Portland sont le vert et le blanc et sa mascotte est un Viking portant le nom de « Victor E. Viking ».
Les deux anciens athlètes de PSU les plus connus sont Freeman Williams et Neil Lomax. Freeman Williams était le meilleur marqueur en Division I de la NCAA de basket masculin en 1977 et 1978. Neil Lomax était l'un des meilleurs joueurs en position de quart-arrière qui a été la vedette de l'équipe de football américain des Cardinals de Saint-Louis au sein de la National Football League au milieu des années 1980. Le système offensif de football appelé le « Run & Shoot » (« Cours et tire » en français) a été mis en place la première fois au niveau universitaire à PSU par l'entraineur Darryl « Mouse » Davis. À la base entraîneur adjoint de PSU, Davis est devenu entraîneur en chef en 1975 après le départ de Ron Stratten. En plus de son révolutionnaire système offensif « Run-and-shoot » (développé dans les années 1960 à Hillsboro dans l'État de l'Oregon) et un quart-arrière solide appelé June Jones, Davis a élevé le programme Viking vers de nouveaux sommets : un record de 8 contre 3 ainsi qu'une parfaite score à domicile de 5-0. Les protégés de Davis en position de quart-arrière étaient Lomax et Jones.
Les matchs de football à domicile se déroulent hors du campus à Providence Park et les matchs à domicile de basket-ball ont lieu sur le campus au Centre Peter Stott. En 2008, l'équipe masculine de basket-ball a obtenu sa toute première invitation pour participer au championnat masculin de Basket Division I de la NCCA.

## Personnalités liées à l'université

### Professeurs et personnel
- David Maier - professeur d'informatique[36] ACM Fellow[37]
- Chet Orloff - professeur d'aménagement du territoire, directeur émérite de la Société Historique de l'Oregon (ou Oregon Historical Society[38])
- Sergio Palleroni - architecte et cofondateur de l'initiative BASIC[39]
- Ivan Sutherland - directeur du Centre de recherche Asynchronous (ARC), [94] prix Turing [96][40] Prix Turing[41]

### Étudiants
- Julius Thomas - Tight End des Denver Broncos depuis 2011
- Daisy Alik-Momotaro - femme politique marshallienne
- Jean M. Auel - auteur de The Clan of the Cave Bear (Le Clan de la grotte des ours)
- Bree Schaaf Boyer - médaillé olympique de bobsleigh aux Jeux olympiques d'hiver de 2010 à Vancouver
- Ken Butler - artiste et musicien expérimental
- Tony Curtis - ailier rapproché Cowboys de Dallas
- Issa - chanteur, compositeur et producteur ayant collaboré avec Akon[42]
- Dave Jansen - lutteur et combattant de l'Ultimate Fighting Championship[43]
- Mark Dacascos - acteur et professionnel des arts martiaux
- Carolyn Davidson - créateur du logo de Nike (le Swoosh)
- D. Scott Davis - président du conseil et directeur général de l'entreprise postale United Parcel Service of America [100]
- Paul De Muniz - juge en chef de la Cour suprême de l'Oregon
- Clint Didier - ancien ailier rapproché de la National Football League, Champion[101] du Super Bowl XVII[44]
- David James Duncan - romancier, essayiste
- Mike Erickson - fréquent candidat aux élections et entrepreneur
- Dan Frantz - joueur de football américain pour le Rush de Chicago
- Katie Harman - Miss America 2002
- Adam Hayward - linebacker des Buccaneers de Tampa Bay
- Darick Holmes - ancien coureur arrière de la NFL
- June Jones - entraîneur de football à l'université de Southern Methodist
- Terence Knox - acteur
- Jeff Lahti - lanceur retraité de baseball à la Major League et champion des World Series de 1982
- Joseph LeBaron (en) - ambassadeur américain au Qatar[45],[46]
- Neil Lomax - Quart-arrière de la Ligue nationale de football, a joué dans l'équipe de baseball de Saint-Louis / Arizona Cardinals (1981-89)
- Courtney Love - Actrice et chanteuse du groupe de rock alternatif Hole (sans diplôme)[47]
- Holly Madison - modèle de Playboy, vedette de l'émission de télé-réalité The Girls Next Door
- Fariborz Maseeh (en) - pionnier dans le domaine des systèmes de micro-électro-mécanique (MEMS) et philanthrope qui a fondé en 1991 IntelliSense
- Charles Moose- ancien chef de police du comté de Montgomery (Maryland), un des lieux des attentats tireur d'élite du Beltway
- Jack Ohman - caricaturiste politique pour le journal The Oregonian
- Steve Olin - lanceur en Major League Baseball
- Musse Olol - activiste socialiste et lauréat du prix du directeur de leadership communautaire (DCLA)
- Pierre Ouellette - auteur de science-fiction
- Mike Pierce - combattant de l'UFC
- Bill Plympton- réalisateur de films d'animation.
- Mike Richardson - fondateur de la maison d'édition Dark Horse Comics
- Gordon Riese - lanceur de l'équipe de softball de Portland State ainsi qu’arbitre au sein de l'association Pacific-10.
- R. William Riggs (en) - ancien juge de la Cour suprême d'Oregon
- Barbara Roberts - 34e gouverneur de l'Oregon
- Harry Anastasiou - précurseur dans les initiatives de paix à travers le monde et auteur de deux livres.
- Betty Roberts - première femme à siéger à la Cour suprême et Cour d'appel de l'Oregon.
- Deborah J. Ross - auteur de science-fiction et de fantastique[48]
- Richard Sanders - lutteur ayant évolué en NCAA, FILA et ayant participé aux Jeux olympiques d'été[49]
- Lawrence Leighton Smith - chef d'orchestre et pianiste
- Esperanza Spalding - musicienne de jazz[50],[51]
- Tom Trebelhorn - manager en Major League Baseball (MLB).
- Ime Udoka - ailier des Kings de Sacramento évoluant en National Basketball Association (NBA).
- Freeman Williams - ancien arrière ayant évolué en National Basketball Association (NBA).
- Norm Winningstad - homme d'affaires et ingénieur[52]
- Jordan Senn (en) - linebacker des Carolina Panthers
- Michael Moynihan - journaliste, auteur et musicien

## Galerie

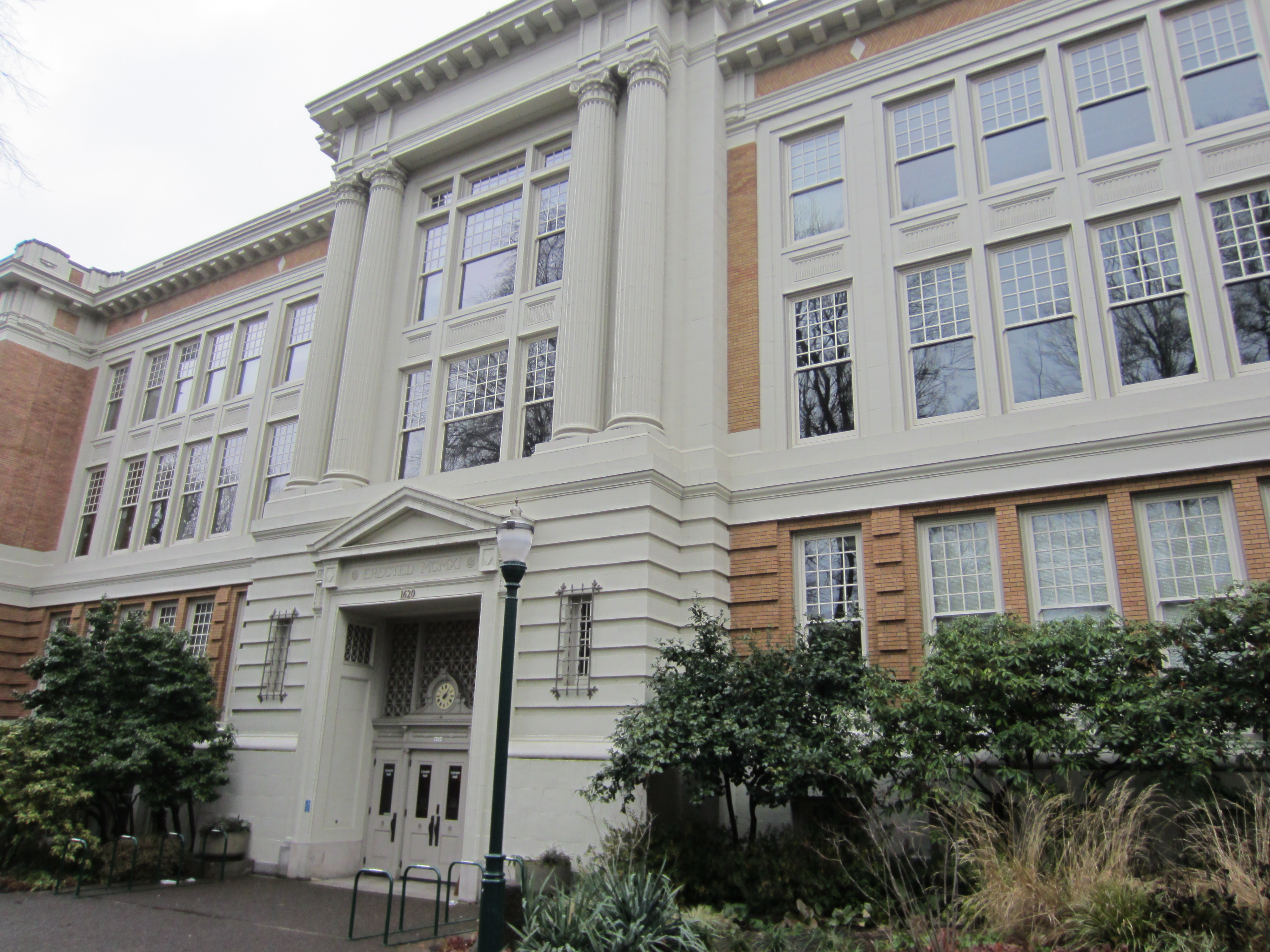
Lincoln Hall, home to the university's performing arts center.
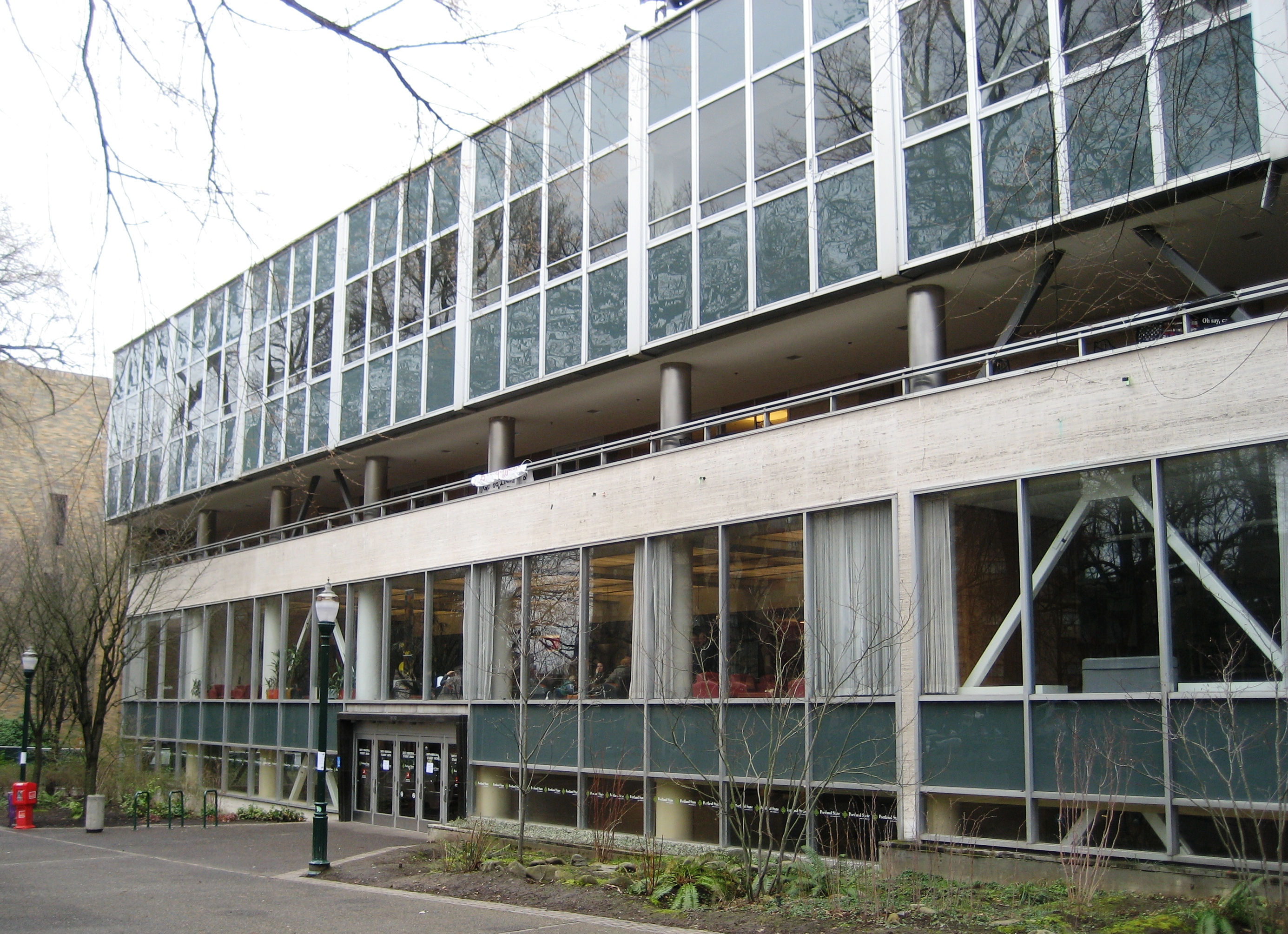
Smith Memorial Student Union, the university's hub for campus events.
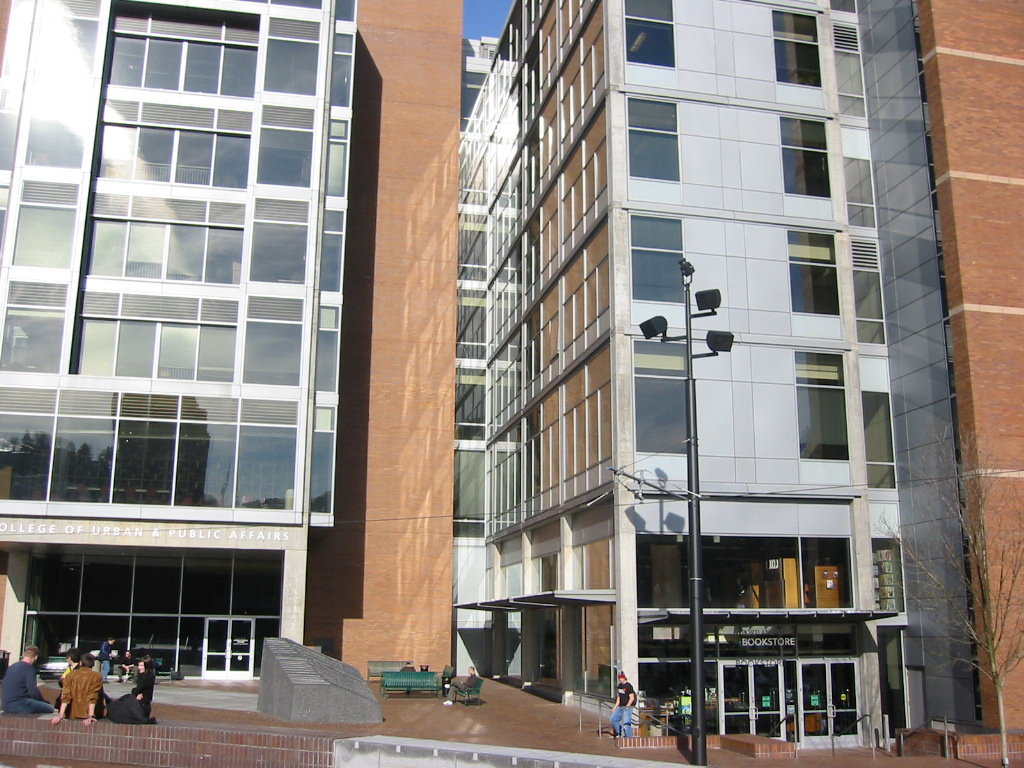
College of Urban & Public Affairs.
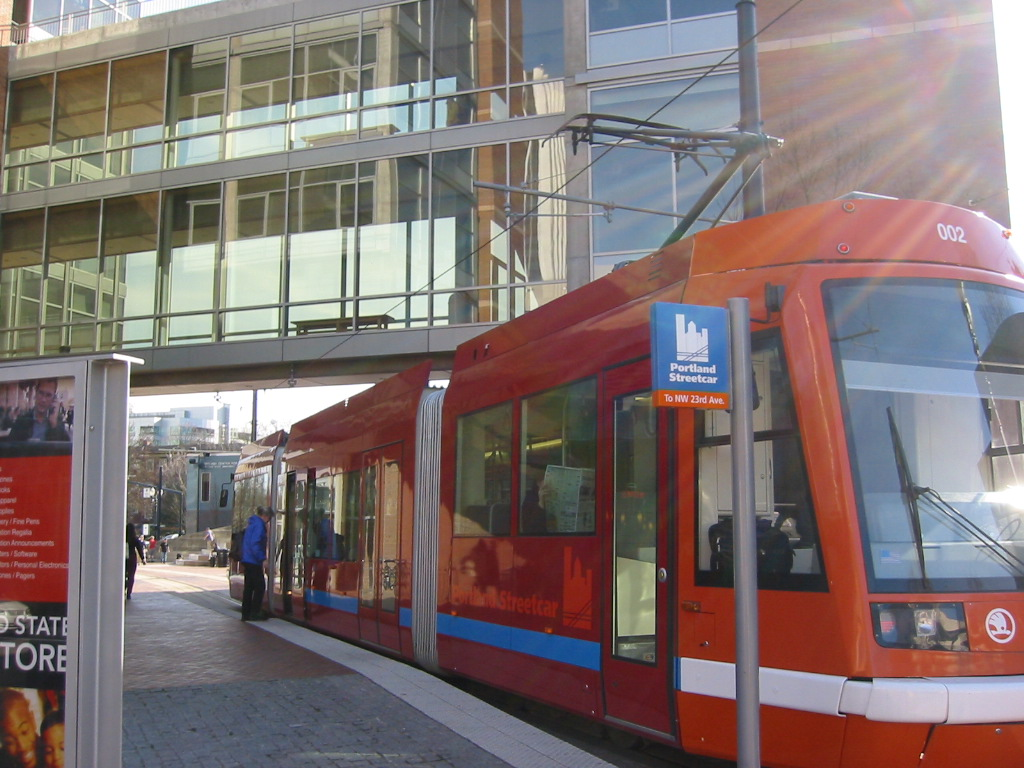
Portland Streetcar at Urban Plaza Station.
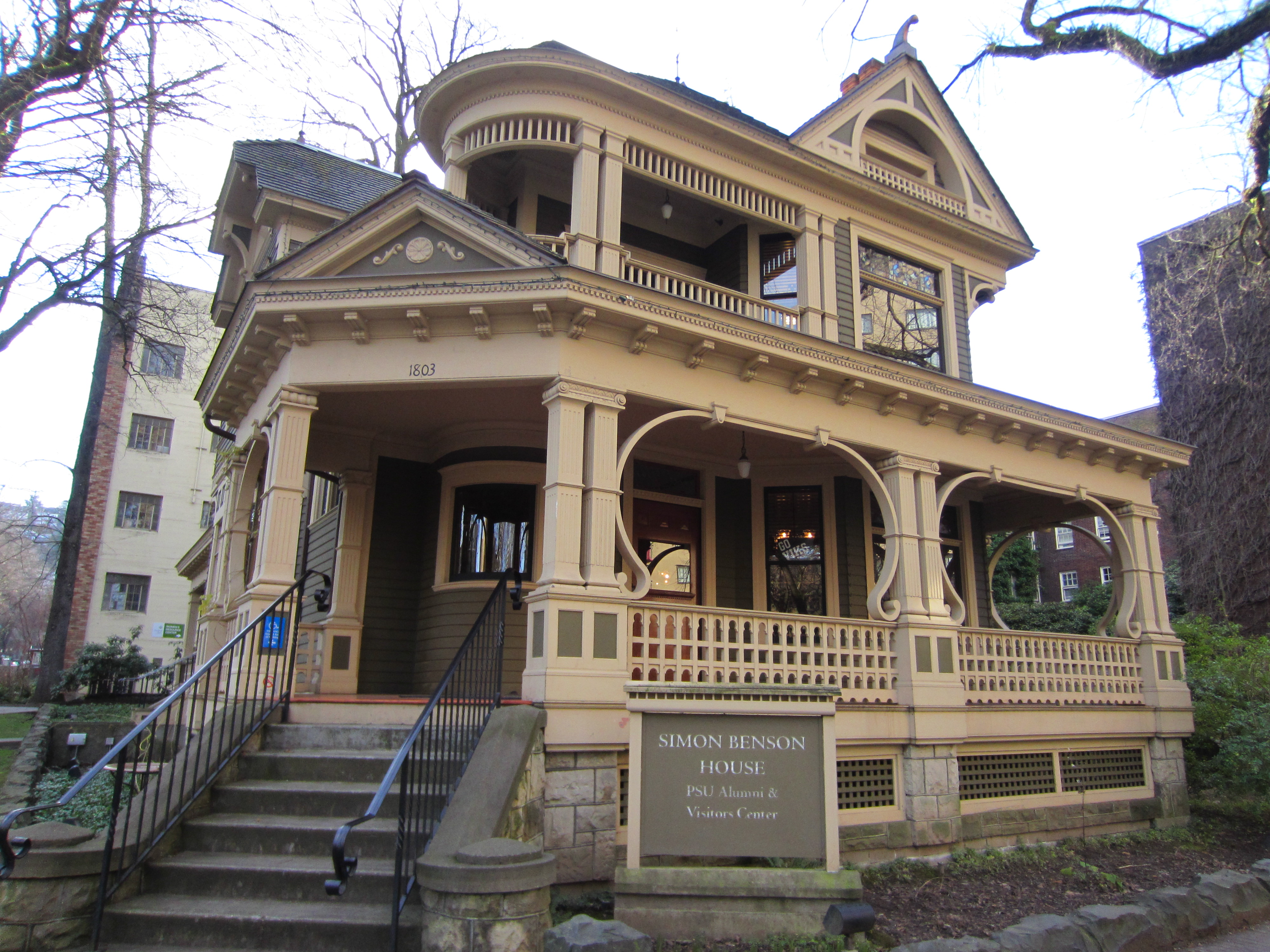
Simon Benson House, alumni & visitors center.
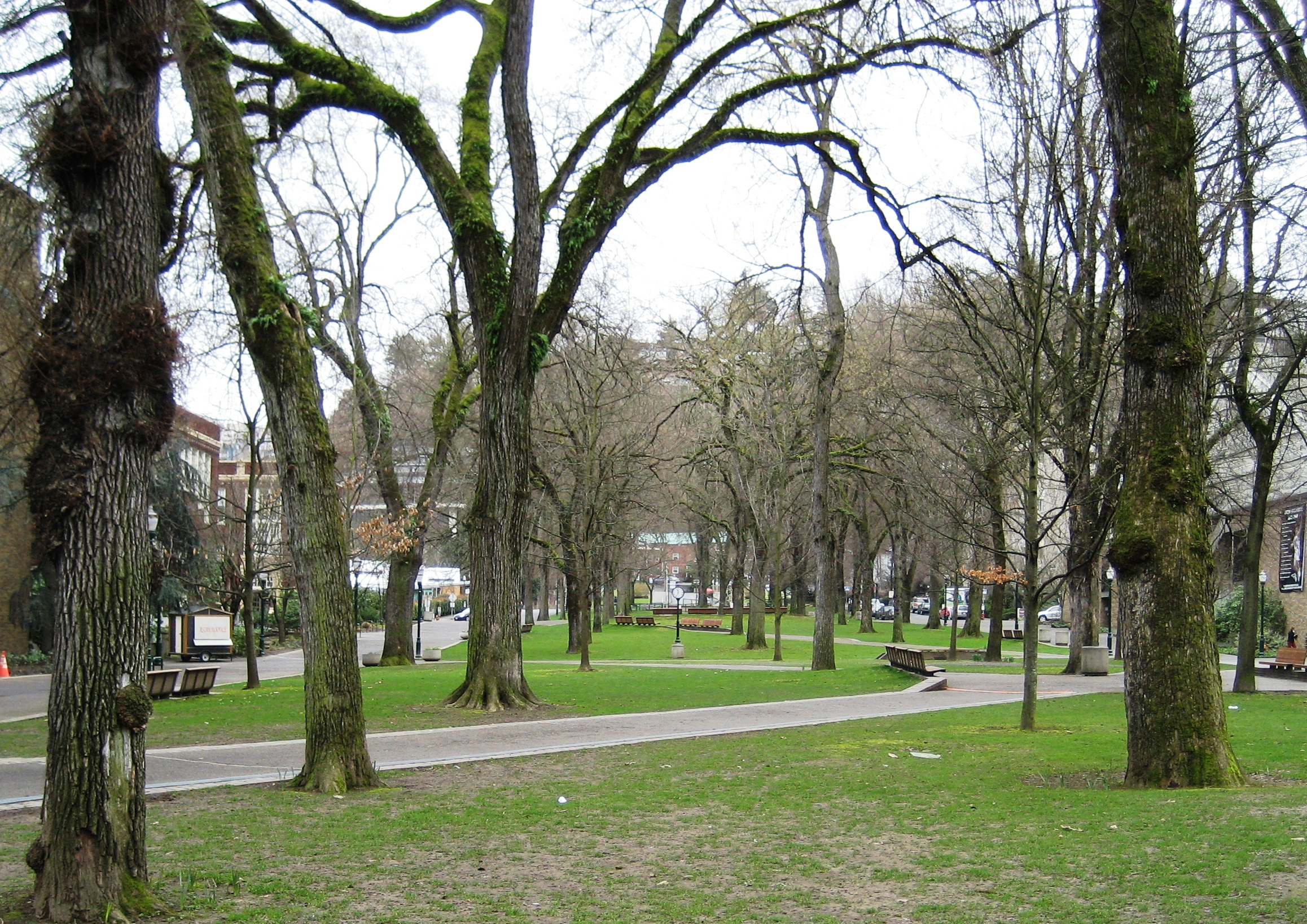
South park blocks of the campus.
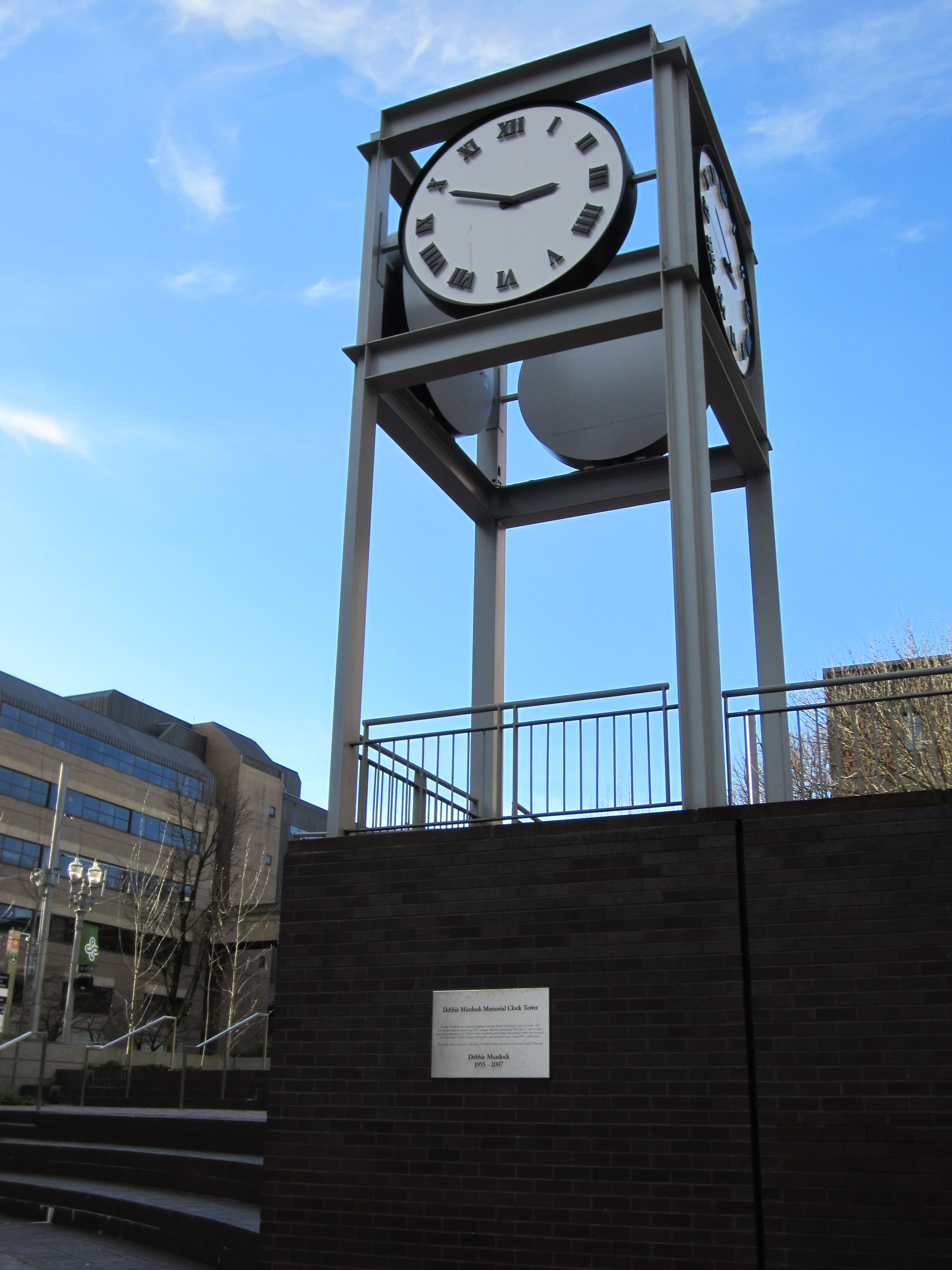
Debbie Murdock Memorial Clock Tower.